# Поларис (альбом)
«Поларис» — инструментальный альбом российского певца и композитора, участника группы «Кар-Мэн» Сергея Лемоха, записанный в 1997 году.

## История создания
Изначально проект был запланирован как студийный альбом «Кар-Мэн» с рабочим названием Шторм. Из заявленных в середине 1996 года 12 композиций в альбом вошло восемь. Видеоклип к композиции «Шторм» так и не был снят. К композиции «Диско в океане» впоследствии был написан текст; новая версия вошла в следующий альбом «Кар-Мэн» Король диска.
Оформлением буклета занимался клипмейкер Алексей Лачинов, который впоследствии снял для «Кар-Мэн» 2 видеоклипа: «Танцуйте диско!» (1997) и «Марсианка» (2001).
Альбом был выпущен ограниченным тиражом из-за проблем ZeKo Records.

## Отзывы критиков
Алексей Онуфриенко назвал Полярис одним из наиболее концептуальных альбомов Лемоха и высказал предположение, что он отражает представления автора об электронной музыке как таковой: «альбом, помимо вдохновения, инспирирован потребностями\спросом музыкального рынка (вернее, представлениями С.Лемоха о них). С другой стороны, Лемоху в очередной раз не удалось удержаться в избранных им же рамках и сотворить продукт достаточно оригинальный (особенно для отечественной поп-сцены), хоть и не лишённый всех модных на момент написания „примочек“.»

## Список композиций
| №  | Название              | Длительность |
| -- | --------------------- | ------------ |
| 1. | «Шторм»               | 6:17         |
| 2. | «Снежная Королева»    | 4:45         |
| 3. | «Диско в океане»      | 4:16         |
| 4. | «Электрический ветер» | 5:46         |
| 5. | «Элегия»              | 6:38         |
| 6. | «Корсар»              | 6:14         |
| 7. | «Радуга»              | 4:47         |
| 8. | «Свобода»             | 4:48         |
| 9. | «Шторм» (видео микс)  | 4:33         |

## Участники
- С.Лемох — аранжировки, продюсер
- В.Володин — продюсер
- А.Лачинов, С.Полякова, Ю.Желудев — оформление буклета[1][2]